# Schöllnach
Schöllnach är en köping (Markt) i Landkreis Deggendorf i Regierungsbezirk Niederbayern i förbundslandet Bayern i Tyskland.
Köpingen ingår i kommunalförbundet Schöllnach tillsammans med kommunen Außernzell.